# Gräflicher Park Bad Driburg

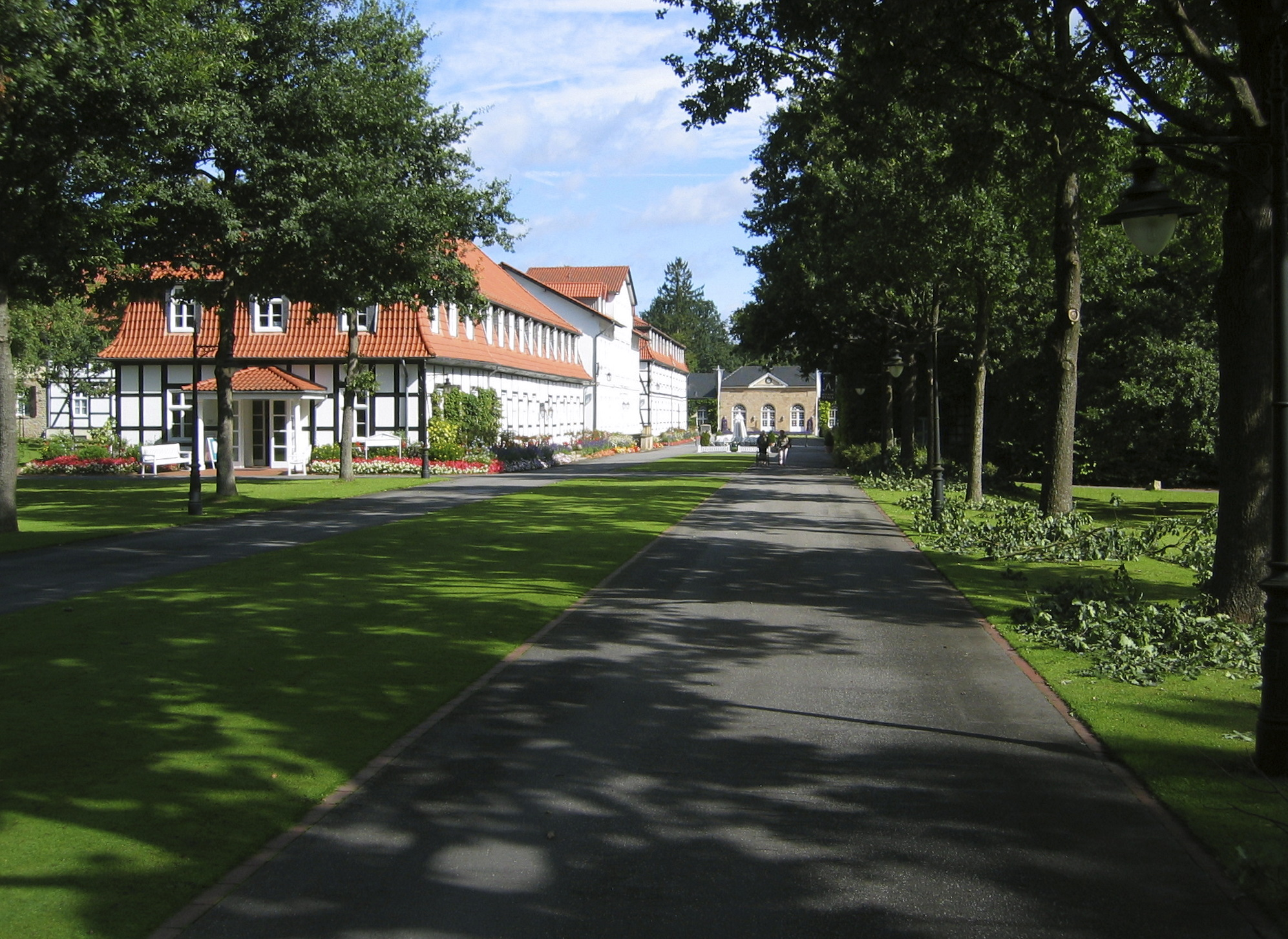
Einfahrt zum gräflichen Park

Der Gräfliche Park Bad Driburg ist ein englischer Landschaftsgarten mit einer Größe von 64 Hektar in der ostwestfälischen Stadt Bad Driburg in Nordrhein-Westfalen.
Der eintrittspflichtige Park befindet sich im Privatbesitz der Familie Graf von Oeynhausen-Sierstorpff und ist aufgrund seiner außergewöhnlichen Lage und Gestaltung einer der Ankergärten im Europäischen Gartennetzwerk.
Das staatlich anerkannte Heilbad Bad Driburg verdankt seine Bedeutung vor allem den seit 1593 bekannten kohlensäurehaltigen Heil- und Mineralquellen. Heute wird zusätzlich Mineral- und Thermalwasser aus sieben etwa 70 Meter tiefen Bohrungen in der Kernstadt sowie aus einer mehrere Hundert Meter tiefen Thermalbohrung gewonnen, die die Driburg Therme mit Wasser versorgt.
Bad und Park bilden eine Einheit mit einem historisch gewachsenen Gebäudeensemble, heute unter dem Namen „Gräflicher Park Bad Driburg“. Auf dem Gelände des Parks liegt auch das Hotel „Gräflicher Park Hotel und Spa“.

## Park
Der Gräfliche Park Bad Driburg verfügt über insgesamt fünf Kilometer Hecken, weitläufige gepflegte Rasenflächen und einzigartige Solitärbäume. Der Ursprung des seltenen Baumbestandes geht zum Teil bis in das 18. Jahrhundert zurück. International renommierte Landschaftsarchitekten haben im Gräflichen Park verschiedene Bereiche geschaffen und gestaltet. Die „Große Allee“ aus Kastanien, Linden und Eichen zwischen Stadt und Brunnen verläuft auf der Ost-West-Achse und verlängert sich zwischen den Logier- und Badehäusern zu einer Promenade.
Im Zentrum entstand von 1822 bis 1824 das „Brunnenhaus“ im neoklassizistischen Stil als Trink- und Wandelhalle über der Hauptquelle. Vor diesen Brunnenarkaden liegt als Esplanade der erweiterte „Brunnenplatz“. Auf diesen trifft südlich eine Allee als zentrale Zugangs- und Sichtachse, die von Fachwerkbauten auf Natursteinsockeln unter Mansarddächern in der Mode der Gründungszeit ab 1784 eingefasst wird.
Die Grundstruktur des Zentrums bildet ein „T“. Dieses Zentrum ist auf der Südseite von weiten Rasenflächen mit Bäumen – solitär oder in der Gruppe angepflanzt – umgeben.
Für die Gestaltung des Parks wurde Ramona Gräfin von Oeynhausen-Sierstorpff von der Deutschen Gesellschaft für Gartenkunst und Landschaftskultur im Jahr 2001 das „Goldene Lindenblatt“ verliehen. 2005 wurde der Gräfliche Park als Mitglied in das Europäische Gartennetzwerk (EGHN) aufgenommen.
Der Eintritt in den Park ist von April bis Oktober kostenpflichtig.

### Die Geschichte des Gräflichen Parks

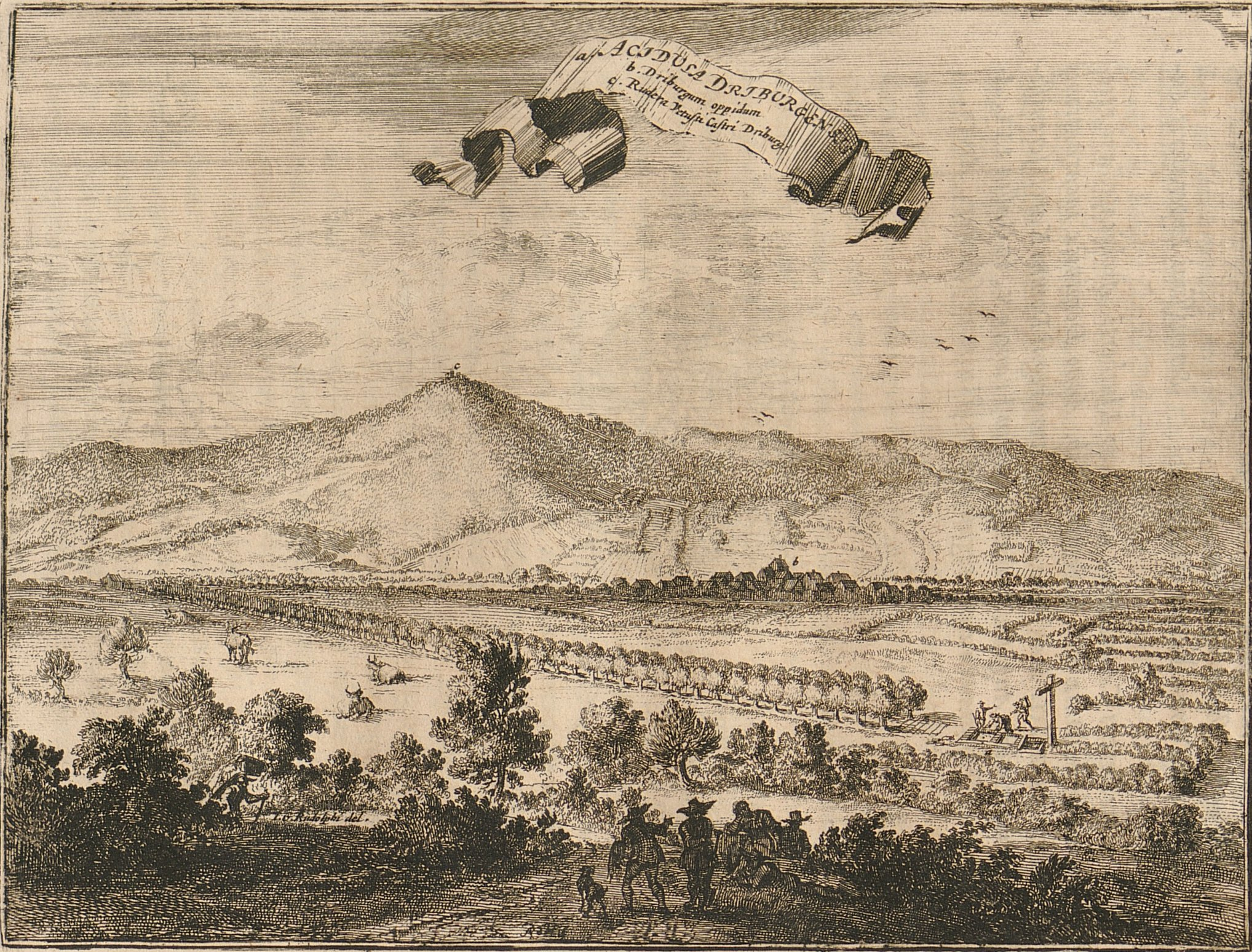
Sauerbrunnen mit Allee in den Monumenta Paderbornensia von 1672

Den Grundstein für das Driburger Bad und den Gräflichen Park legte 1669 der Fürstbischof von Paderborn Ferdinand von Fürstenberg, indem er eine doppelreihige Lindenallee zum „Driburger Sauerbrunnen“, den Quellen des Heil- und Mineralwassers, anlegte. Eine Ledertapete im nahe gelegenen Schloss Vinsebeck zeigt den Transport des in Flaschen abgefüllten Mineralwassers um das Jahr 1720, das bereits nach „London, Copenhagen, Stockholm, Danzig, Amsterdam, Hamburg, Hannover, Cassel und andere vornehme Stätte in großen Mengen verführet“ wurde. Bis auf einen polygonalen Brunnenpavillon und einige Wiesen, die neben der Viehwirtschaft dazu dienten, dass „die Brunnengäste ihren Vorgang darauf haben möchten“, gab es bis zum Jahr 1782 keine weiteren Anlagen.
Das erste Badehaus in Driburg wurde 1777 errichtet. Der braunschweigische Oberjägermeister Kaspar Heinrich von Sierstorpff hatte das Gelände auf einer Reise 1779 das erste Mal gesehen und kaufte es schließlich im Jahr 1781. In zähen Verhandlungen mit den Driburger Bauern und der Stadt erwarb Sierstorpff „jedes Stück Land und Wiese, was irgendwie nahe lag“. Er ließ das sumpfige Gelände entwässern, Wege anlegen und die im Siebenjährigen Krieg abgeholzte Lindenallee neu pflanzen, was jedoch gegen den Widerstand der Driburger Bürger durchgesetzt werden musste. Inspiriert von Landschaftsgärten wie Richmond bei Braunschweig, Kew in Großbritannien und Wörlitz entwarf von Sierstorpff einen englischen Park mit geschlungenen Wegen und Bächen, in deren Verlauf die künstlich angelegte Parklandschaft unmerklich mit der Natur verschmelzen konnte. Bereits 1791 sprach das viel gelesene Journal des Luxus und der Moden von Driburg als „Ort der Ruhe und des ländlichen Vergnügens“.
Caspar Heinrich sorgte neben Sitzgelegenheiten für die Flaneure und Unterkünften in Form schlichter Fachwerkhäuser für die Badegäste auch für eine „Gesellschaft sehr guter böhmischer Musiker“, die im Sommer Konzerte gaben. Zwischen 1783 und 1786 errichtete der Oberjägermeister das Logierhaus (jetzt Sierstorpff-Haus) und das Armenhaus (das jetzige Verwaltungsgebäude). 1793/94 begann der Bau eines zweiten Bad- und Logierhauses (jetzt Hölderlin-Haus), dem sich 1803 das Wohnhaus Sierstorpffs anschloss. Dieses „Gräfliche Haus“ bewohnen die Nachfahren Caspar Heinrichs bis heute. Die Verwendung des eher ländlich geprägten Fachwerks erfolgte unter anderem zur Kostenersparnis, da das Unternehmen des noch unerfahrenen Bauherrn ungewissen Ausgangs war. Um wenigstens die Bade- und Logierhäuser architektonisch zeitgemäß zu gestalten, erhielten die Bauten Mansarddächer. Schon kurz darauf bereute Sierstorpff „die zu verfluchenden Mansarde-Dächer, die immer durchregnen“, zu denen er aber nun durch eine „unseelige Mode“ verleitet worden sei. Für sein eigenes Wohnhaus kam wieder das Satteldach zur Geltung.
Die Napoleonischen Kriege bewirkten eine erste Zäsur in der Entwicklung des Bades, nach 1815 kam ein wirtschaftlicher Aufschwung. Driburg war inzwischen preußisch geworden, und Sierstorpff – dem es gelang, von Preußen finanzielle Unterstützung beim Ausbau der Kuranlagen zu erhalten – schrieb 1820 an Kanzler Graf Hardenberg, die Besucherzahl des Bades habe in der Art zugenommen, dass viele Gäste abgewiesen werden müssten. Zu dieser Zeit wurde ein weiteres großes Logierhaus, das jetzige Vincke-Haus, gebaut.
Waren bis dahin alle Bauten von unbedeutenden Baumeistern der Umgebung errichtet worden, so ließ der inzwischen in den Grafenstand erhobene Sierstorpff die Pläne zur neuen Wandelhalle, der Krönung der gesamten Anlage, vom renommierten Architekten Peter Joseph Krahe anfertigen.
1853 erhielt das östliche Westfalen eine Bahnlinie, welche die Badegäste schneller und komfortabler nach Driburg kommen ließ. Seit dem Jahr 1864 allerdings zerschnitt eine neue Linie die Driburger Allee in zwei Teile. Eine weitere Neuerung gegen Ende des 19. Jahrhunderts waren die Lawn-Tennisplätze, die neben dem Kaffeehaus angelegt wurden. Die angrenzenden Areale wurden weiterhin landwirtschaftlich genutzt. Der kaiserzeitliche Teil des Parks verfügte nun über eine weitere neu angelegte Attraktion, den geschwungenen Teich. Ab 1923 wurden unter Graf Rabe von Oeynhausen-Sierstorpff die alten Parkteile und Tennisplätze zu Gunsten der heute noch bestehenden Konzertmuschel aufgegeben und die Lindenallee weiter verkürzt. Als Erweiterungen des Parks entstanden 1932 im Nordwesten in der Größe von 3000 m² der „Rosengarten“ mit Tausenden von Rosen, Monopteros und Friedrich-Wilhelm-Weber-Denkmal. Auch Gräfin Ramona von Oeynhausen-Sierstorpff schuf weitere interessante Punkte im Park, wie zum Beispiel die Gartenkapelle am Ententeich, die Gartenbrücken und wechselnde Blumenbepflanzungen.

### Themengärten
Der Gräfliche Park in Bad Driburg verfügt über folgende Themengärten und Besichtigungsstationen:
- den 3000 m² großen Rosengarten mit Monopteros und Friedrich-Wilhelm-Weber-Denkmal (1932 entstanden)
- die Lilienwiese nach dem Entwurf des französischen Landschaftsarchitekten Gilles Clément
- die Kleine Gartenkapelle und die Pfauenbrücke am Ententeich
- den Heckengarten aus Hainbuchen mit Yin-und-Yang-Wasserspiel der englischen Bildhauerin Angela Conner
- den Hölderlin-Hain und die Diotima-Insel
- den 8 Hektar großen Wildpark mit Damwild mit Ha-Ha-Graben und Steinhaufen
- den Ententeich mit großer Wasserfontäne
- das abseits auf dem Rosenberg gelegene Mausoleum der Grafen von Oeynhausen-Sierstorpff
- den Stauden- und Gräsergarten des holländischen Landschaftsarchitekten Piet Oudolf
- den Irrgarten

#### Wildpark
Am nordöstlichen Rand des Gräflichen Parks liegt das acht Hektar große Wildgehege, in dem Damwild lebt, die – nur durch den Ha-Ha-Graben getrennt – beobachtet und gefüttert werden können. Als Besonderheit führt ein Weg durch das Wildgehege. So ist es möglich das Wild ohne Zaun aus beliebiger Nähe zu beobachten.

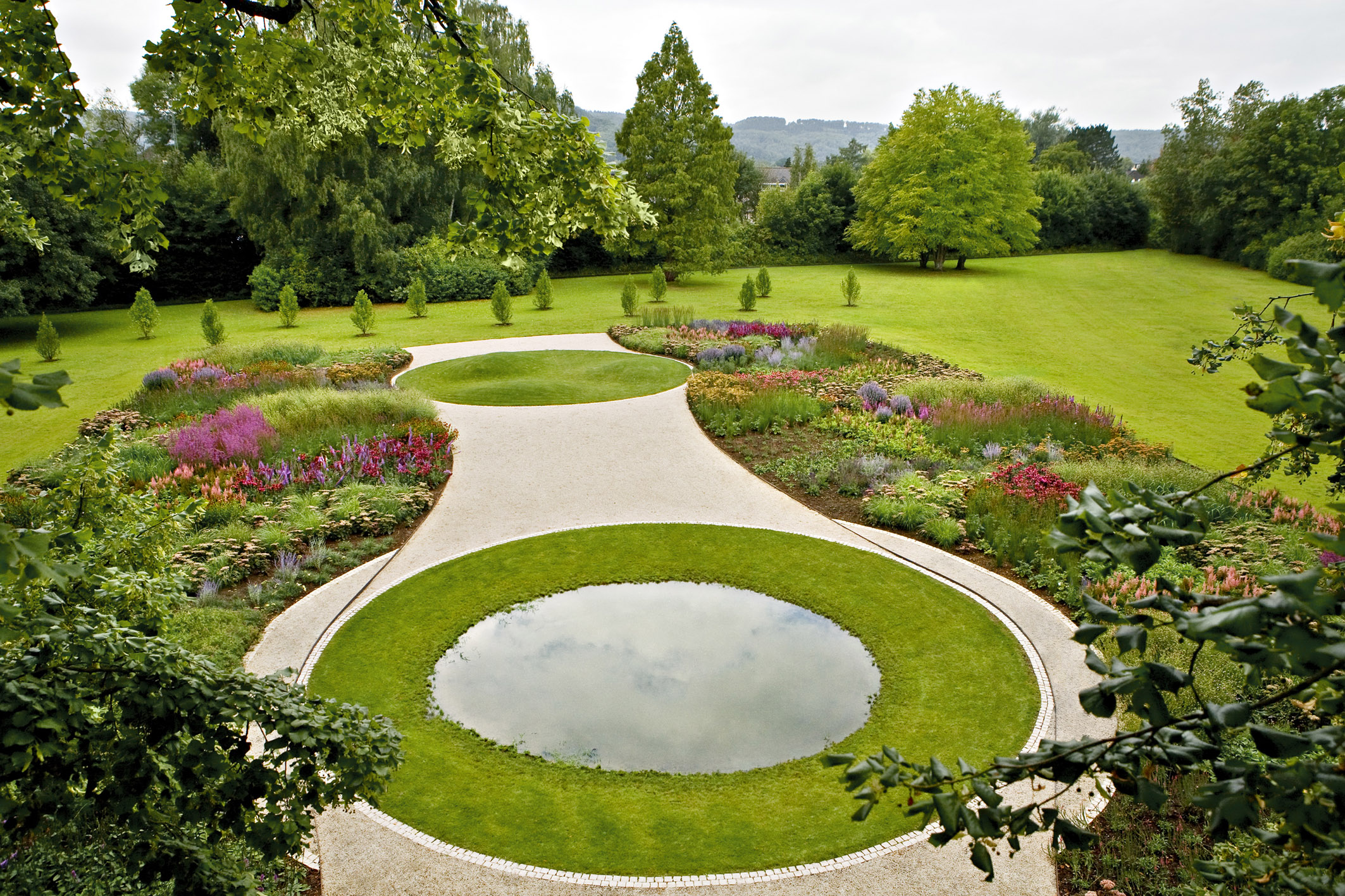
Piet-Oudolf-Garten

#### Piet-Oudolf-Garten
2009 legte der international bekannte niederländische Gartenkünstler Piet Oudolf im südwestlichen Teil des Gräflichen Parks einen Stauden- und Gräsergarten im historischen Landschaftsgarten an. 16.000 aufeinander abgestimmte Pflanzen wurden auf 6.000 Quadratmetern gesetzt. In die Mitte der Beete fügte Piet Oudolf kleine begehbare Grashügel ein, von denen aus der Betrachter unterschiedliche Blickwinkel und Perspektiven auf die Pflanzen und Gräser einnehmen kann. Zusätzlich wurden – wegen des hohen Grundwasserspiegels – zwei Auffangbecken gebaut.

#### Diotima-Insel
Auf einer kleinen Insel im Ententeich des Gräflichen Parks steht eine Statue der vom Dichter Friedrich Hölderlin als „Diotima“ verehrten Susette Gontard. Diese liegt genau auf der Blickachse zum „Hölderlin-Hain“. Die Statue symbolisiert die unerfüllte Liebe zwischen dem Dichter und der Bankiersgattin im 18. Jahrhundert, die 1796 mehrere glückliche Wochen zusammen im Gräflichen Park in Bad Driburg verbrachten.

#### Mausoleum mit Obelisk auf dem Rosenberg
Auf dem Rosenberg befindet sich die von einem Obelisken gekrönte Grabstelle des Badgründers Caspar Heinrich Graf von Sierstorpff (1750–1842). Später wurde das Mausoleum mit der Grabkapelle und dem Familienfriedhof der Grafen von Oeynhausen-Sierstorpff ergänzt. Der Rosenberg, dessen erste Anlagen in das späte 18. Jahrhundert zurückreichen, war und ist ein landschaftlich attraktives Wanderziel, auf den teils gerade, teils geschwungene Wege führen und dessen Spitze den Blick auf das Tal von Alhausen freigibt. Außerdem befand sich am Rande des Rosenberges ein großer Eiskeller.

### Die Brunnenarkaden

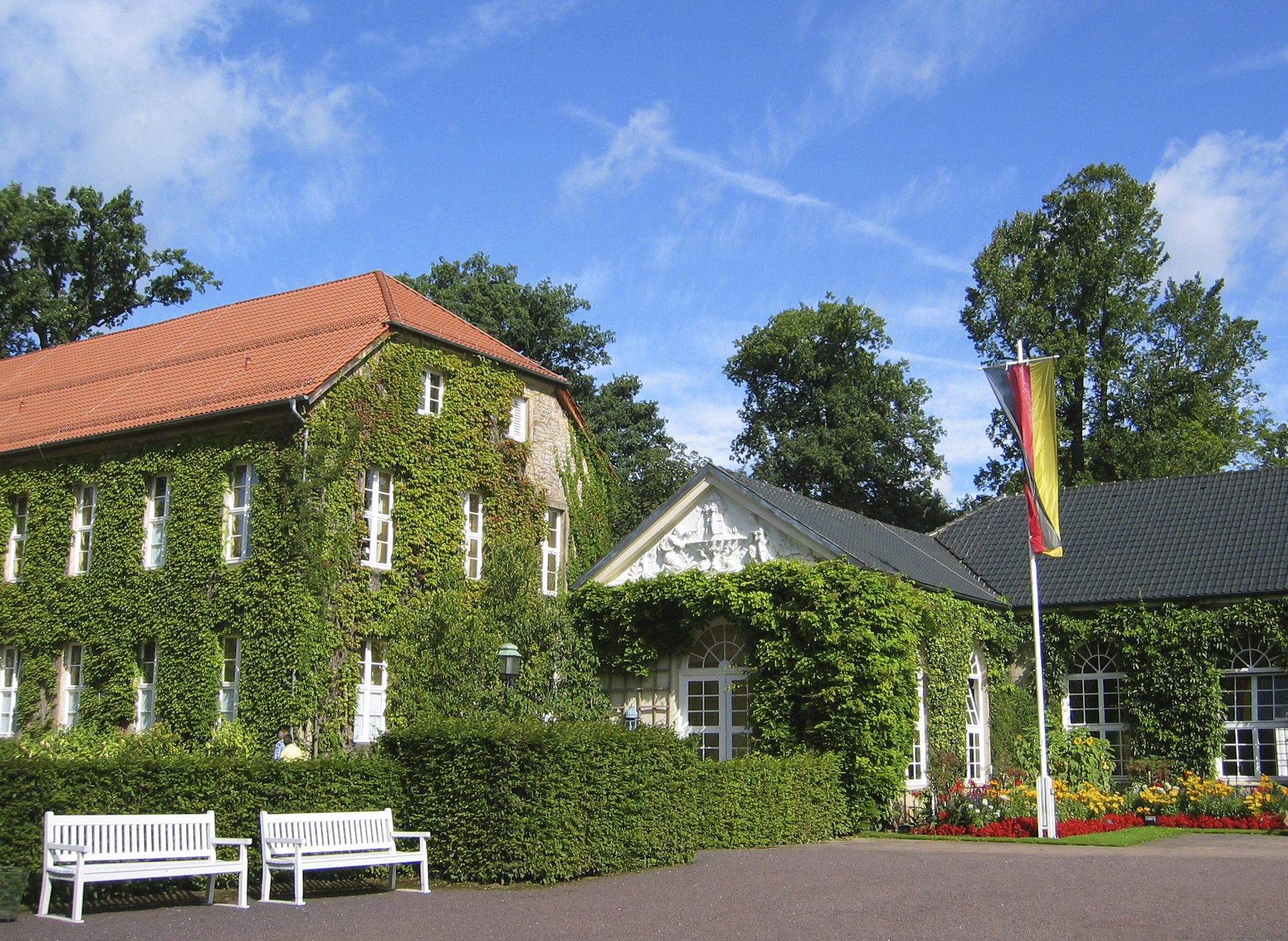
Brunnenarkaden

Die Brunnenarkaden wurden 1822 nach den Entwürfen des Architekten Peter Joseph Krahe und mit Hilfe von Zuschüssen des preußischen Staates erbaut. Die Halle mit einer Länge von 70 Metern wurde an der Fassade mit Sandstein verkleidet, darunter ist Fachwerk verwandt worden, das auf der zum Park hin gerichteten Seite des Gebäudes noch immer sichtbar ist. Heute werden hier die Trinkkuren gereicht und klassische Konzerte angeboten.

## HotelGräflicher Park Health & Balance Resort
Das Hotel Gräflicher Park Health & Balance Resort war ursprünglich als Kurhotel erbaut worden. Im Jahr 2007 erfolgte der Ausbau zu einem Resort- und Tagungshotel. Sechs verschiedene Logierhäuser verfügen über 135 individuell eingerichtete Hotelzimmer.

### Berühmte Gäste im Gräflichen Park

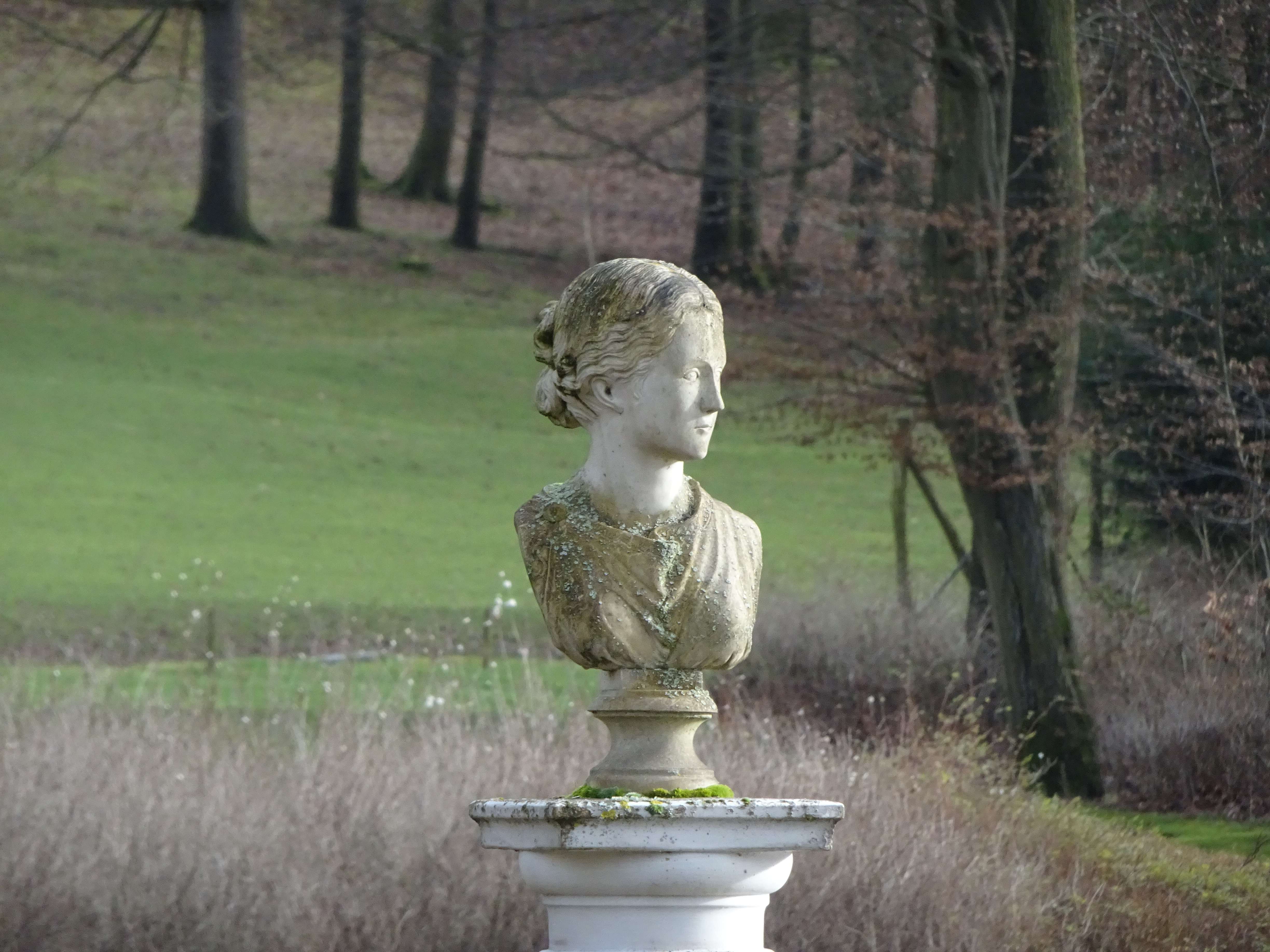
Diotima-Büste auf der Insel im Teich in Sichtweite zum Hölderlin-Hain

Der Dichter Friedrich Hölderlin verbrachte mit seiner Muse Susette Gontard Ende des 18. Jahrhunderts mehrere Wochen in Bad Driburg.
Nachdem er mit 25 Jahren im Januar 1796 als „Hofmeister“ (Hauslehrer) für die vier Kinder der Frankfurter Bankiersgattin Susette Gontard angestellt worden war, empfand er schnell eine große Zuneigung und geistige Verbindung zu der 26-jährigen intelligenten Hausherrin. Diese intensivierte sich, als Frankfurt von französischen Truppen bedroht wurde und Susettes Mann Jakob Friedrich Gontard seine Mutter Madame d’Orville, seine Schwester Margarethe, seine Frau, die Kinder, eine Gouvernante und Hölderlin für zwei Monate zur Sicherheit von Frankfurt über Kassel Richtung Hamburg schickte.
Nach dem Aufenthalt in Kassel reiste die Gruppe für mehrere glückliche Wochen nach Bad Driburg, das schon damals nur Eingeweihten bekannt war, so schrieb Hölderlin am 6. August 1796 an seinen Bruder: „Nächste Woche reisen wir ins Westfälische, nach Driburg (ein Bad in der Nähe von Paderborn) ab“. In dieser Zeit vollendete Hölderlin seinen Briefroman Hyperion, den er Susette Gontard mit den Worten „Wem sonst als dir“ widmete. Ihre Idealgestalt als Diotima, benannt nach einer Gestalt aus Platos Gastmahl, findet sich von da an in vielen seiner Werke wieder. Der Dichter und Susette verbrachten die Zeit mit langen Gesprächen und Spaziergängen, die sie zum Beispiel zum Knochenberg, durch die Alleen und zum damals noch unbewaldeten Rosenberg führten. Sie genossen das Heilwasser mit „Brunnengeist“, wie damals die Kohlensäure genannt wurde, und das bodenständige Essen wie Krebse und Forellen aus dem Weserbergland. Hölderlin notierte dazu: „Ich brauchte das Bad ein wenig und trank das köstliche und reinigende Mineralwasser und befand und befinde mich ungewöhnlich gut davon.“ Sie lebten aber ansonsten zurückgezogen, wie der Besitzer des Bades Kaspar Heinrich von Sierstorpff in einem Brief an seine Frau notierte: „… nur die Gontardsche Familie wird hier auf unbestimmte Zeit bleiben, man sieht sie fast gar nicht sie bleiben immer auf ihren Zimmern, eine Anecdote davon mündlich.“ Hölderlin selbst notierte, sie machten „weiters keine Bekanntschaften, brauchten auch keine, denn wir wohnten unter herrlichen Bergen und Wäldern und machten unter uns selbst den besten Cirkel“. Ende September reiste die Gesellschaft zurück nach Frankfurt.
Unter dem Eindruck der gemeinsam verbrachten Sommertage entstand später Hölderlins Verserzählung Emilie vor ihrem Brauttag. Auch die Quellen vom Knochenberg fanden Einzug in das Gedicht An die Madonna.
Nach der Rückkehr nach Frankfurt dauerte es noch zwei Jahre, die Hölderlin bei der Familie Gontard verbringen konnte, ehe er Frankfurt im September 1798 fluchtartig verlassen musste. Die Liebesgeschichte endete tragisch mit dem Tod Susettes im Jahr 1802 und ist wahrscheinlich die Ursache für die darauf folgende psychische Erkrankung Hölderlins. Heute steht im Gräflichen Park als Andenken eine Diotima-Büste auf der Sichtachse zum Hölderlin-Hain. Um an Hölderlins Aufenthalt zu erinnern und das kulturelle Leben vor Ort zu fördern, wurde von Annabelle Gräfin von Oeynhausen-Sierstorpff im Jahr 2007 die „Diotima-Gesellschaft“ gegründet.
Weitere berühmte Gäste im Gräflichen Park waren Otto Graf Lambsdorff, Jette Joop und Königin Beatrix der Niederlande. Die Dichterin Annette von Droste-Hülshoff verbrachte in den Jahren 1816, 1818 und 1819 erholsame Kuraufenthalte. An sie erinnert heute noch das Logierhaus „Droste-Haus“, in dem sich heute Hotelzimmer befinden.

## Geschichte der Driburger Kuren
„Die Molken, welche in Driburg aus einer trefflichen Kuhmilch bereitet werden, gelangen theils in Vermischung mit den Eisenquellen oder der Hersterquelle zur Anwendung. In der trefflich eingerichteten Badeanstalt befinden sich ausser Stahlbädern auch Morbäder [sic], zu denen der in der Nähe gefundene Schwefelschlamm benützt wird. Dieselben bewähren sich bei rheumatischen und arthritischen Affectionen. Die Gegend ist recht hübsch, das Badeleben geräuschlos. Die Umgebung Driburgs ist überall reich an eisenhaltigen Säuerlingen.“
„Schöne Anpflanzungen, Alleen und Spaziergänge machen die ganze Gegend fast zu einem Garten. Die Quellen bei Driburg waren zwar schon zu Ende des 17. Jahrhunderts bekannt, allein erst seit 1782 kamen sie in größere Aufnahme.“ Erwähnt wurden die Haupt- oder Trinkquelle, die Badequelle, der Mühlbrunnen, der Wiesenbrunnen, der Luisenbrunnen, die Satzer Schwefelquelle, das Driburger Schwefelmoor, der Herster Brunnen, der Schmechtener Methbrunnen, der Bullerborn sowie Tropfbäder, Dunstbäder, Dampfbäder und Schlammbäder. In Driburg wurde 1792 ein Tropfbad mit einer Fallhöhe von 18 Fuß errichtet.
Im Gräflichen Bad Driburg in Westfalen verkehrten in der Kurzeit im Jahr 1902 1962 Kurgäste, im Jahr 1903 2225, im Jahr 1904 2559 und im Jahr 1905 2555 Personen.